# Hassan El Haski
Hassan El Haski (Guelmin, Marruecos, 1963) es un terrorista marroquí, condenado a quince años de prisión en el juicio por los atentados del 11 de marzo de 2004 en Madrid por pertenencia a una organización terrorista yihadista.  Previamente vivió "estancias prolongadas" en el barrio Molenbeek de Bruselas.
Se le consideraba como el presunto autor intelectual de los atentados. Fue detenido en Lanzarote el 17 de diciembre de 2004 por orden de los jueces de la Audiencia Nacional, Baltasar Garzón y Juan del Olmo.
Se le tomaba como presunto jefe en España del Grupo Islámico Combatiente Marroquí (GICM). Su hermano, Lahoussine, también estaba condenado en Bélgica por delitos de terrorismo. Durante el juicio negó conocer a las principales personas vinculadas con los atentados, así como pertenecer a grupo terrorista alguno: «No tengo ninguna relación con el GICM porque no existe. Es una invención. Ese grupo no existe». También condenó los atentados: «es un crimen, quién puede aceptar atentar contra inocentes, no lo acepto». Negó igualmente cualquier tipo de vinculación con ETA. 
El Haski –al igual que El Egipcio y Youssef Belhadj– se enfrentó a una petición de 38 952 años de cárcel. La Audiencia lo condenó a 15 años de prisión por integración en banda armada y el Tribunal Supremo, al resolver en julio de 2008 los recursos de casación presentados, rebajó esa pena a 14 años por considerar que era el límite temporal para dicho delito establecido en el Código Penal.
En septiembre de 2008, El Haski fue entregado de forma temporal a las autoridades marroquíes como presunto partícipe en los atentados suicidas de Casablanca de 2003 para ser procesado y el Consejo de Ministros de España aprobó la extradición en octubre siguiente.